# Proteinkinase R
Die Proteinkinase R (PKR, R von RNA-aktiviert, auch eukaryotic translation initiation factor 2-alpha kinase 2, EIF2AK2) ist ein Enzym aus der Gruppe der Proteinkinasen, das bei bestimmten Infektionen die Proteinbiosynthese hemmt. Die Proteinkinase R gehört zu den Restriktionsfaktoren, genauer zu den antiviralen Proteinen und ist ein wichtiger Bestandteil der angeborenen Immunantwort.

## Eigenschaften
Die Proteinkinase R bindet doppelsträngige RNA, die in eukaryotischen Zellen nicht vorkommt, und wird dadurch aktiviert. Die PKR besitzt eine Serin/Threonin-Kinaseaktivität. Alternativ kann PKR auch durch eine Bindung von PACT, Wachstumsfaktoren, Zytokine, oxidativen Stress, Heparin oder durch Quervernetzung mit ISG15 aktiviert werden. Künstlich kann PKR über Poly I:C aktiviert werden. Bei einigen bakteriellen Infektionen wird die PKR auch aktiviert, wobei der dortige Nutzen und Schaden der PKR-Aktivierung noch diskutiert wird. Ebenso wird bei bakteriellen Infektionen diskutiert, ob die Aktivierung der PKR durch bakterielle Nukleinsäuren, Aktivierung von Toll-like-Rezeptoren oder durch den second messenger Ca2+ aus dem endoplasmatischen Retikulum erfolgt. Die PKR wird in Bezug auf ihre Beteiligung bei einigen neurodegenerativen Erkrankungen untersucht, wie Morbus Alzheimer, Chorea Huntington und Morbus Parkinson.

## Signaltransduktion
Nach Aktivierung dimerisiert die PKR und phosphoryliert sich zunächst selbst und anschließend unter anderem den eukaryotischen Initiationsfaktor der Translation eIF2α. Dadurch werden Proteine, deren mRNA mit dem Startcodon AUG beginnen, nicht mehr hergestellt, wohingegen Hitzeschockproteine weiterhin gebildet werden. Daneben aktiviert die PKR den Transkriptionsfaktor Activating Transcription Factor 4 (ATF-4) durch Phosphorylierung. Weiterhin phosphoryliert PKR IκB, wodurch der Transkriptionsfaktor NF-κB aktiviert wird. Durch das aktivierte NFκB werden die Interferone α/β gebildet, welche über die Aktivierung von IFNAR die Proteinsynthese hunderter Interferon-sensitiver Gene (ISG) einleiten und die angeborene Immunantwort aktivieren. Darunter befinden sich IL-1β, IL-6, IL-10, IL-18 und TNFα. Darüber hinaus phosphoryliert die PKR p53 und hat apoptotische Eigenschaften, um eine virale Replikation durch einen programmierten Zelltod zu unterbinden. Daneben phosphoryliert die PKR den Tumorsuppressor PP2A, DHX9, ILF3 und IRS1.
Neben der Serin/Threonin-Kinaseaktivität besitzt die PKR auch eine Tyrosinkinaseaktivität, die CDK1 an Position 4 phosphoryliert, woraufhin CDK1 ubiquitiniert und im Proteasom abgebaut wird. Daneben aktiviert sie den p38-MAP-Kinase-Weg durch Interaktion mit MAP2K6, C-Jun-N-terminale Kinasen (JNK) und die STAT-Proteine 1 und 3.

## Aktivatoren und Inhibitoren
Indirekte Aktivatoren der PKR sind z. B. Bozepinib, Nitazoxanid (führt zu Ca2+-Ausschüttung aus dem endoplasmatischen Retikulum), BEPP und DHBDC. Indirekte Inhibitoren sind z. B. die ATP-Analoga C16 und 2-Aminopurin. Bei den Aktivatoren und Inhibitoren sind off-target-Effekte (Nebenwirkungen an anderen Stellen des Stoffwechsels) oft unbekannt.

## Genexpression & Gendefekte
Das Gen der PKR wird durch Interferone induziert, die im Zuge einer Immunantwort gebildet werden. Daneben wird die PKR konstitutiv in allen Zelltypen (ubiquitär) exprimiert. Mutationen der PKR sind mit Leukoencephalopathy, Developmental Delay, And Episodic Neurologic Regression Syndrome (LEUDEN-Syndrom) und Dystonie 33 assoziiert.

## Struktur
Die Proteinkinase R hat zwei RNA-bindende Proteindomänen am N-Terminus, dsRBM1 (Position 9–77) und dsRBM2 (Position 100–167), sowie eine Kinasedomäne am C-Terminus (Position 267–538). Die Kinasedomäne bindet Adenosintriphosphat (Position 273–281 und 296) als ein Substrat und als Cofaktor Mg2+, wie bei Kinasen üblich. Nach der Translation wird das Start-Methionin abgespalten und die zweite Aminosäure Alanin acetyliert. Die Lysine an den Positionen 69 und 159 können über eine Isopeptidbindung mit zwei Glycinen von ISG15 quervernetzt sein. Durch Autophosphorylierung sind S83, T88, T89, T90 und Y101 phosphoryliert.
Aufgrund von alternativem Spleißen entsteht bei der Translation der PKR eine zweite Isoform, die ab Position 272 eine von der ersten Isoform unterschiedliche Aminosäuresequenz aufweist, nur 510 Aminosäuren lang ist und eine Masse von 57.391 Dalton besitzt.

## Interaktionen
Die PKR besitzt Protein-Protein-Interaktionen mit:
- ASK1,[6]
- DNAJC3,[7]
- ILF3,[8][9][10][11]
- METAP2,[12]
- P53,[13]
- PPP1CA,[14]
- PRKRA,[15][16]
- STAT1,[17][18]
- TARBP2.[19][20]
- TRAF5[1]

## Immunevasion
Verschiedene Viren bilden zur Immunevasion Stoffe zur Hemmung der PKR:
| Typ                              | Virus                | Molekül |
| -------------------------------- | -------------------- | ------- |
| Ablenkungs-dsRNA                 | Adenovirus           | VAI RNA |
| Ablenkungs-dsRNA                 | Epstein-Barr-Virus   | EBER    |
| Ablenkungs-dsRNA                 | HIV                  | TAR     |
| PKR-Abbau                        | Poliovirus           | 2Apro   |
| PKR-Abbau                        | Toskanavirus         |         |
| PKR-Abbau                        | Rift-Valley-Virus    | NSS     |
| Maskierung der viralen dsRNA     | Vacciniavirus        | E3L     |
| Maskierung der viralen dsRNA     | Reoviridae           | σ3      |
| Maskierung der viralen dsRNA     | Influenzavirus       | NS1     |
| Verhinderung der Dimerisierung   | Influenzavirus       | p58IPK  |
| Verhinderung der Dimerisierung   | Hepatitis-C-Virus    | NS5A    |
| Pseudosubstrate                  | Vacciniavirus        | K3L     |
| Pseudosubstrate                  | HIV                  | Tat     |
| Dephosphorylierung des Substrats | Herpes-simplex-Viren | ICP34.5 |